# Деминерализация
Деминерализация — утрата из эмали зубов и костной ткани минералов и солей.
Деминерализация эмали происходит при частом контакте с кислотами, которые образуются в результате жизнедеятельности микроорганизмов в полости рта. Патологическое обеднение тканей зубов происходит в первую очередь солями кальция.
Основной причиной деминерализации эмали зубов является недостаточная гигиена полости рта, способствующая развитию зубного налета, являющегося идеальной питательной средой для микроорганизмов, живущих в полости рта.
Ферментация микроорганизмами зубного налета сопровождается выделением избыточного количества кислот, разрушающих зубную эмаль.
Деминерализующее действие кислот на эмаль приводит к первичным кариозным поражениям, и если не начать вовремя лечение кариеса, то такое поражение может перейти в глубокий кариес, а затем в пульпит.
К деминерализации зубной эмали могут привести и различные нарушения обмена веществ в организме, когда в ткани зубов перестают поступать минеральные вещества в достаточных количествах.
; Деминерализация зубной эмали часто возникает также в подростковом возрасте, в период активного роста.
Процесс деминерализации протекает очень быстро во время беременности. В период активного роста плода, формирования его костного скелета, если женщина не получает из пищи необходимого количества минералов, фтор и кальций, необходимые плоду, забираются из организма матери.
; Профилактикой деминерализации является сбалансированное питание, тщательная гигиена в домашних условиях и регулярная профессиональная чистка зубов у стоматолога, а также, при необходимости, проведение реминерализующей терапии.
Начальная форма кариеса (кариес в стадии пятна) — прямое проявление деминерализации — является обратимой.
Своевременно проведенная реминерализация (ремотерапия) с последующей фторпрофилактикой позволяют полностью восстановить затронутую кариесом эмаль.
Для реминерализации зубов проводится курс аппликаций кальцийсодержащих препаратов. После курса ремотерапии зубы покрываются фторлаком.